# Incomingová mise
Incomingová mise je program na podporu rozvoje ekonomické diplomacie pomocí dvoustranného hospodářského vztahu České republiky se zahraničím. Cílem je podpora aktivit podnikatelů, firem i podnikatelských reprezentací (svazů, asociací, sdružení, komor, atp.).
Incomingová mise může probíhat ve spolupráci s agenturou CzechInvest, zahraniční kanceláří agentury CzechTrade, zastupitelským úřadem ČR i pod záštitou ministerstva ČR. Týkat se může představení technologií nebo výrobků.